# Muhammad I
Muhammad I fut le deuxième roi de l'Empire Bahmanide sur lequel il régna de 1358 à 1375. Il est connu pour être l'instigateur des institutions bahmanides et il fit aussi construire plusieurs monuments.

## Sources
- http://www.indhistory.com/bahamani-dynasty.html